# Circondario della Terra dei Laghi del Meclemburgo
Il circondario della Terra dei Laghi del Meclemburgo (in tedesco Landkreis Mecklenburgische Seenplatte) è un circondario del Land tedesco del Meclemburgo-Pomerania Anteriore. Per estensione è il più grande circondario della Germania.

## Storia
Il circondario fu creato il 4 settembre 2011 dalla fusione della città extracircondariale di Neubrandenburg con i circondari del Meclemburgo-Strelitz e della Müritz, più parte del circondario di Demmin.
Prende il nome dalla regione detta Terra dei laghi del Meclemburgo.

## Città e comuni
(Abitanti il 31 dicembre 2022)
Comuni non appartenenti ad alcuna comunità amministrativa
1. Dargun, Città (4 371)
2. Demmin, Città anseatica * (10 395)
3. Feldberger Seenlandschaft (4 490)
4. Neubrandenburg, (63 989)
5. Neustrelitz, Città * (20 340)
6. Waren (Müritz), Città * (21 267)

Comunità amministrative e loro comuni

* Sede della comunità
| - 1. Amt Demmin-Land (6 906) [Sede: Demmin] 1. Beggerow (499) 2. Borrentin (785) 3. Hohenbollentin (107) 4. Hohenmocker (473) 5. Kentzlin (203) 6. Kletzin (702) 7. Lindenberg (212) 8. Meesiger (232) 9. Nossendorf (660) 10. Sarow (719) 11. Schönfeld (374) 12. Siedenbrünzow (468) 13. Sommersdorf (253) 14. Utzedel (446) 15. Verchen (401) 16. Warrenzin (372) - 2. Amt Friedland (8 448) 1. Datzetal (887) 2. Friedland, Stadt * (6 478) 3. Galenbeck (1 083) 4. Genzkow () - 3. Amt Malchin am Kummerower See (11 972) 1. Basedow (679) 2. Faulenrost (644) 3. Gielow (1 079) 4. Kummerow (551) 5. Malchin, Stadt * (7 272) 6. Neukalen, Stadt (1 747) - 4. Amt Malchow (10 809) 1. Alt Schwerin (558) 2. Fünfseen (1 074) 3. Göhren-Lebbin (654) 4. Malchow, Città * (6 543) 5. Nossentiner Hütte (652) 6. Penkow (312) 7. Silz (337) 8. Walow (482) 9. Zislow (197) - 5. Amt Mecklenburgische Kleinseenplatte (7 998) 1. Mirow, Stadt * (3 887) 2. Priepert (316) 3. Wesenberg, Città (3 057) 4. Wustrow (738) - 6. Amt Neustrelitz-Land (7 439) [Sede: Neustrelitz] 1. Blankensee (1 632) 2. Blumenholz (768) 3. Carpin (836) 4. Godendorf (230) 5. Grünow (306) 6. Hohenzieritz (455) 7. Klein Vielen (636) 8. Kratzeburg (553) 9. Möllenbeck (738) 10. Userin (702) 11. Wokuhl-Dabelow (583) | - 7. Amt Neverin (8 795) 1. Beseritz (119) 2. Blankenhof (720) 3. Brunn (1 048) 4. Neddemin (349) 5. Neuenkirchen (1 143) 6. Neverin * (1 012) 7. Sponholz (771) 8. Staven (365) 9. Trollenhagen (913) 10. Woggersin (505) 11. Wulkenzin (1 508) 12. Zirzow (342) - 8. Amt Penzliner Land (6 702) 1. Ankershagen (518) 2. Kuckssee (547) 3. Möllenhagen (1 543) 4. Penzlin, Stadt * (4 094) - 9. Amt Röbel-Müritz (14 530) 1. Altenhof (357) 2. Bollewick (648) 3. Buchholz (133) 4. Bütow (479) 5. Fincken (522) 6. Gotthun (325) 7. Groß Kelle (104) 8. Kieve (145) 9. Lärz (504) 10. Leizen (466) 11. Melz (331) 12. Priborn (345) 13. Rechlin (2 086) 14. Röbel/Müritz, Città * (5 075) 15. Schwarz (358) 16. Sietow (633) 17. Stuer (265) - 10. Amt Seenlandschaft Waren (9 611) [Sede: Waren (Müritz)] 1. Grabowhöfe (1 355) 2. Groß Plasten (1 039) 3. Hohen Wangelin (647) 4. Jabel (661) 5. Kargow (697) 6. Klink (1 169) 7. Klocksin (327) 8. Moltzow (906) 9. Peenehagen (1 073) 10. Schloen-Dratow (862) 11. Torgelow am See (454) 12. Vollrathsruhe (421) | - 11. Amt Stargarder Land (9 862) 1. Burg Stargard, Città * (5 289) 2. Cölpin (901) 3. Groß Nemerow (1 157) 4. Holldorf (770) 5. Lindetal (1 162) 6. Pragsdorf (583) - 12. Amt Stavenhagen (11 719) 1. Bredenfelde (182) 2. Briggow (314) 3. Grammentin (249) 4. Gülzow (405) 5. Ivenack (807) 6. Jürgenstorf (952) 7. Kittendorf (287) 8. Knorrendorf (539) 9. Mölln (533) 10. Ritzerow (373) 11. Rosenow (1 008) 12. Stavenhagen, Città * (5 803) 13. Zettemin (267) - 13. Amt Treptower Tollensewinkel (13 581) 1. Altenhagen (314) 2. Altentreptow, Città * (5 263) 3. Bartow (439) 4. Breesen (516) 5. Breest (123) 6. Burow (958) 7. Gnevkow (300) 8. Golchen (280) 9. Grapzow (390) 10. Grischow (250) 11. Groß Teetzleben (667) 12. Gültz (540) 13. Kriesow (322) 14. Pripsleben (238) 15. Röckwitz (279) 16. Siedenbollentin (565) 17. Tützpatz (570) 18. Werder (515) 19. Wildberg (495) 20. Wolde (557) - 14. Amt Woldegk (6 344) 1. Groß Miltzow (989) 2. Kublank (163) 3. Neetzka (220) 4. Schönbeck (460) 5. Schönhausen (220) 6. Voigtsdorf (96) 7. Woldegk, Città * (4 196) |